# Troféu Talento 2009
Troféu Talento 2009 é um álbum ao vivo de vários artistas, lançado em setembro de 2009 pela gravadora brasileira Line Records.
O disco reúne as performances musicais da 14ª edição do prêmio Troféu Talento, ocorrido em abril de 2009, no Credicard Hall, em São Paulo. Entre os destaques, o álbum traz a banda Trazendo a Arca em um pout-pourri das quatro canções que venceram o prêmio entre 2005 a 2008, Regis Danese com "Faz um Milagre em Mim" (vencedora de 2009), além da participação do cantor Bené Gomes, vocalista da banda Koinonya, que foi o homenageado do ano.
O show em DVD também traz a entrega de prêmios entre as músicas, cuja apresentação se deu pelo cantor Paulo César Baruk.

## Faixas
| N.º | Título                                                                                       | Compositor(es)                                           | Artista         | Duração |  |
| 1.  | "Pout-pourri ("Restitui" / "Deus de Promessas" / "Olha pra Mim" / "Marca da Promessa")"      | Luiz Arcanjo, Davi Sacer, Ronald Fonseca, Deco Rodrigues | Trazendo a Arca | 7:18    |  |
| 2.  | "Caminho de Milagres"                                                                        | Davi Sacer, Luiz Arcanjo, Ronald Fonseca e Aline Barros  | Jamily          | 4:40    |  |
| 3.  | "Meu Universo"                                                                               | Jesús Adrián Romero / Vs. PG                             | PG              | 5:08    |  |
| 4.  | "Eu Te Amo Tanto"                                                                            | Lázaro                                                   | Lázaro          | 4:13    |  |
| 5.  | "Meu Mestre"                                                                                 | Lázaro                                                   | Lázaro          | 6:38    |  |
| 6.  | "Canção do Amor"                                                                             | Ana Paula Valadão                                        | Diante do Trono | 8:37    |  |
| 7.  | "Não Recuarei"                                                                               | Rafael Bitencourt, Felipe Alves e Johny Mafra            | Toque no Altar  | 5:39    |  |
| 8.  | "Som da Chuva"                                                                               | Marco Moraes e Soraya Moraes                             | Soraya Moraes   | 4:17    |  |
| 9.  | "Faz um Milagre em Mim"                                                                      | Joselito e Kelly Danese                                  | Regis Danese    | 5:58    |  |
| 10. | "Sabor de Mel"                                                                               | Agailton Silva                                           | Damares         | 5:23    |  |
| 11. | "Pout-pourri ("Ao Único" / "Aliança" / "O Espírito de Deus Está Aqui" / "Quem Pode Livrar")" | Bené Gomes                                               | Bené Gomes      | 5:57    |  |
| 12. | "Faz um Milagre em Mim (Bônus)"                                                              | Joselito e Kelly Danese                                  | Vários artistas | 5:08    |  |